# Hans Krumpe
Hans Krumpe (geboren 7. Oktober 1885 in Königswalde, Österreich-Ungarn; gestorben 19. Mai 1943 in Bilin) war ein tschechoslowakischer Politiker der deutschen Minderheit.

## Leben
Krumpes Eltern waren Weber. Er besuchte das Knabenseminar in Mariaschein und legte am Gymnasium in Gablonz das Abitur ab. Während seines Jura-Studiums in Prag war er von 1907 bis 1914 auch Erzieher in einer Großgrundbesitzerfamilie. Sein Studium konnte er 1912 abschließen. Krumpe war Angehöriger der katholischen Studentenverbindung "Vandalia" und beteiligte sich an der Gründung der Verbindungen "Saxo-Bavaria" und der katholisch-deutschen Hochschulverbindung "Elbmark". 
Den Ersten Weltkrieg machte er als Freiwilliger im Schützenregiment Leitmeritz Nr. 9. mit. 1915 wurde er in der Schlacht bei Czartorysk schwer verwundet. Ab 1916 arbeitete er als Lehrer für die Familie Thun-Hohenstein; hier unterrichtete er die Kinder des 1914 ermordeten österreichischen Thronfolgers Franz Ferdinand von Österreich-Este.
1919 wurde Krumpe Stadtrat in Tetschen, 1920 kandidierte er für die Christlich-Soziale Volkspartei im Wahlkreis Böhmisch-Leipa. 1925 und 1929 wurde er ins Abgeordnetenhaus der Tschechoslowakei gewählt. 1935 zog er sich aus der Politik zurück und arbeitete als selbstständiger Steuerberater.